# Eredivisie 2025-26
La Eredivisie 2025-26 (también conocida como Vriendenloteri Eredivisie por razones de patrocinio) es la 70.ª edición de la máxima competición profesional de fútbol en Países Bajos. El torneo comenzó el 8 de agosto de 2025 y finalizara el 24 de mayo de 2026.
Un total de 18 equipos participan en la competición, incluyendo 15 equipos de la temporada anterior, 2 provenientes de la Eerste Divisie 2024-25 y ganador del playoff.
El PSV Eindhoven es el campeón defensor.

## Sistema de competición
La competición consta de un grupo único integrado por dieciocho clubes de toda la geografía paises bajos. Siguiendo un sistema de liga, los dieciocho equipos se enfrentan todos contra todos en dos ocasiones, una en campo propio y otra en campo contrario, sumando un total de 34 jornadas. El orden de los encuentros se decide por sorteo antes de empezar la competición y la clasificación final se establece teniendo en cuenta los puntos obtenidos en cada enfrentamiento, a razón de tres por partido ganado, uno por empate y ninguno en caso de derrota.

### Clasificación para competiciones europeas
Los tres mejores equipos se clasificarán para la Liga de Campeones de la UEFA 2026-27. El campeón de la TOTO KNVB Beker 2025-26 y el siguiente mejor equipo ubicado no clasificados a la Liga de Campeones de la UEFA 2026-27 clasificarán a la Liga Europa de la UEFA 2026-27. El siguiente mejor equipo ubicado y no clasificado a la Liga de Campeones de la UEFA 2026-27 y a la Liga Europa de la UEFA 2026-27 clasificará a la Liga Conferencia de la UEFA 2026-27 y los últimos dos descenderán a la Eerste Divisie 2026-27.
No obstante, esta distribución se puede ver alterada si alguno de los equipos que han obtenido una plaza en alguna competición europea a través de las competiciones nacionales hubiera obtenido una plaza diferente tras la consecución de algún título europeo en la misma temporada, o hubiera obtenido dos plazas distintas en competiciones nacionales (una a través de la Liga y otra a través de la Copa), provocando así las siguientes dos excepciones:
- Excepción de la Copa de los Países Bajos: Si un equipo obtiene una plaza para la Liga Europa de la UEFA por ganar la TOTO KNVB Beker, pero finaliza la temporada entre los tres primeros clasificados de la Eredivisie, la plaza obtenida en Copa pasa al cuarto clasificado, siendo el equipo clasificado en sexto lugar quien acceda a la plaza de la Liga Conferencia de la UEFA.

## Relevos
Dieciocho equipos compiten en la liga: los 15 mejores equipos de la VriendenLoterij Eredivisie 2024-25 y los 3 equipos promovidos de la Eerste Divisie 2024-25.
Los equipos ascendidos son Volendam, Excelsior y Telstar, que ascendieron tras 1, 1 y 47 temporadas de ausencia, respectivamente. Reemplazarán a Willem II, RKC Waalwijk y Almere City, poniendo fin a sus períodos de 1, 2 y 6 años en la máxima categoría, respectivamente.
| Pos. | Descendidos a Eerste Divisie |
| ---- | ---------------------------- |
| 16.º | Willem II                    |
| 17.º | RKC Waalwijk                 |
| 18.º | Almere City                  |

| Pos. | Ascendidos de Eerste Divisie |
| ---- | ---------------------------- |
| 1.º  | Volendam                     |
| 2.º  | Excelsior                    |
| 7.º  | Telstar                      |

## Información
| Equipo           | Ciudad     | Entrenador         | Estadio                    | Capacidad | Proveedor |
| ---------------- | ---------- | ------------------ | -------------------------- | --------- | --------- |
| Ajax             | Ámsterdam  | John Heitinga      | Johan Cruyff Arena         | 55 865    | Adidas    |
| AZ Alkmaar       | Alkmaar    | Maarten Martens    | AFAS Stadion               | 19 478    | Nike      |
| Excelsior        | Róterdam   | Ruben den Uil      | Van Donge & De Roo Stadion | 4 500     | Robey     |
| Feyenoord        | Róterdam   | Robin van Persie   | De Kuip                    | 51 177    | Castore   |
| Fortuna Sittard  | Sittard    | Danny Buijs        | Fortuna Sittard Stadion    | 12 500    | Robey     |
| Go Ahead Eagles  | Deventer   | Melvin Boel        | De Adelaarshorst           | 10 400    | Stanno    |
| Groningen        | Groninga   | Dick Lukkien       | Euroborg                   | 22 550    | Robey     |
| Heerenveen       | Heerenveen | Robin Veldman      | Abe Lenstra Stadion        | 27 224    | Macron    |
| Heracles Almelo  | Almelo     | Bas Sibum          | Asito Stadion              | 12 080    | Acerbis   |
| NAC Breda        | Breda      | Carl Hoefkens      | Rat Verlegh Stadion        | 19 000    | Nike      |
| NEC Nijmegen     | Nimega     | Dick Schreuder     | Goffertstadion             | 12 500    | Robey     |
| PSV Eindhoven    | Eindhoven  | Peter Bosz         | Philips Stadion            | 36 500    | Puma      |
| Sparta Rotterdam | Róterdam   | Maurice Steijn     | Spartastadion Het Kasteel  | 11 026    | Robey     |
| Telstar          | Velsen     | Anthony Correia    | BUKO Stadion               | 4 200     | Robey     |
| Twente           | Enschede   | Joseph Oosting     | De Grolsch Veste           | 30 205    | Castore   |
| Utrecht          | Utrecht    | Ron Jans           | Stadion Galgenwaard        | 23 750    | Castore   |
| Volendam         | Volendam   | Rick Kruys         | Kras Stadion               | 7 384     | Robey     |
| Zwolle           | Zwolle     | Henry van der Vegt | MAC³PARK Stadion           | 14 000    | Adidas    |

### Cambios de entrenadores
| Equipo          | Entrenador (Jornadas) | Fecha de vacante    | Tipo de salida            | Posición en la tabla | Entrenador entrante | Fecha de nombramiento |
| --------------- | --------------------- | ------------------- | ------------------------- | -------------------- | ------------------- | --------------------- |
| Ajax            | Francesco Farioli     | 19 de mayo de 2025  | Renuncia                  | Pretemporada         | John Heitinga       | 31 de mayo de 2025    |
| Go Ahead Eagles | Paul Simonis          | 12 de junio de 2025 | Contratado por Wolfsburgo | Pretemporada         | Melvin Boel         | 13 de junio de 2025   |
| NEC Nijmegen    | Rogier Meijer         | 30 de junio de 2025 | Fin de contrato           | Pretemporada         | Dick Schreuder      | 22 de abril de 2025   |
| Zwolle          | Johnny Jansen         | 30 de junio de 2025 | Fin de contrato           | Pretemporada         | Henry van der Vegt  | 7 de mayo de 2025     |

## Localización
| Región                 | N.º | Equipos                                           |
| ---------------------- | --- | ------------------------------------------------- |
| Holanda Septentrional  | 4   | Ajax, AZ Alkmaar, Telstar y Volendam              |
| Overijssel             | 4   | Go Ahead Eagles, Heracles Almelo, Twente y Zwolle |
| Holanda Meridional     | 3   | Excelsior, Feyenoord y Sparta Rotterdam           |
| Brabante Septentrional | 2   | NAC Breda y PSV Eindhoven                         |
| Frisia                 | 1   | Heerenveen                                        |
| Groninga               | 1   | Groningen                                         |
| Güeldres               | 1   | NEC Nijmegen                                      |
| Limburgo               | 1   | Fortuna Sittard                                   |
| Utrecht                | 1   | Utrecht                                           |

## Clasificación
| Pos. | Equipo           | Pts. | PJ | G | E | P | GF | GC | Dif. | Clasificación 2026-27                                |
| ---- | ---------------- | ---- | -- | - | - | - | -- | -- | ---- | ---------------------------------------------------- |
| 1    | NEC Nijmegen     | 6    | 2  | 2 | 0 | 0 | 9  | 1  | +8   | Fase de liga de la Liga de Campeones                 |
| 2    | PSV Eindhoven    | 6    | 2  | 2 | 0 | 0 | 8  | 1  | +7   | Fase de liga de la Liga de Campeones                 |
| 3    | Feyenoord        | 6    | 2  | 2 | 0 | 0 | 4  | 1  | +3   | Tercera ronda clasificatoria de la Liga de Campeones |
| 4    | Zwolle           | 6    | 2  | 2 | 0 | 0 | 3  | 0  | +3   | Segunda ronda clasificatoria de la Liga Europa       |
| 5    | AZ Alkmaar       | 4    | 2  | 1 | 1 | 0 | 6  | 3  | +3   | Play-offs de acceso a la Liga Conferencia            |
| 6    | Ajax             | 4    | 2  | 1 | 1 | 0 | 4  | 2  | +2   | Play-offs de acceso a la Liga Conferencia            |
| 7    | Utrecht          | 3    | 2  | 1 | 0 | 1 | 5  | 2  | +3   | Play-offs de acceso a la Liga Conferencia            |
| 8    | Groningen        | 3    | 2  | 1 | 0 | 1 | 3  | 5  | −2   | Play-offs de acceso a la Liga Conferencia            |
| 9    | NAC Breda        | 3    | 2  | 1 | 0 | 1 | 2  | 3  | −1   |                                                      |
| 10   | Sparta Rotterdam | 3    | 2  | 1 | 0 | 1 | 3  | 7  | −4   |                                                      |
| 11   | Go Ahead Eagles  | 2    | 2  | 0 | 2 | 0 | 4  | 4  | 0    |                                                      |
| 12   | Volendam         | 2    | 2  | 0 | 2 | 0 | 3  | 3  | 0    |                                                      |
| 13   | Fortuna Sittard  | 1    | 2  | 0 | 1 | 1 | 3  | 4  | −1   |                                                      |
| 14   | Heerenveen       | 1    | 2  | 0 | 1 | 1 | 2  | 3  | −1   |                                                      |
| 15   | Twente           | 0    | 2  | 0 | 0 | 2 | 0  | 3  | −3   |                                                      |
| 16   | Telstar          | 0    | 2  | 0 | 0 | 2 | 0  | 4  | −4   | Play-offs de promoción de categoría                  |
| 17   | Excelsior        | 0    | 2  | 0 | 0 | 2 | 1  | 7  | −6   | Descenso a la Eerste Divisie                         |
| 18   | Heracles Almelo  | 0    | 2  | 0 | 0 | 2 | 1  | 8  | −7   | Descenso a la Eerste Divisie                         |

Actualizado a los partidos jugados el 17 de agosto de 2025.
 Fuente: VriendenLoterij Eredivisie
Criterios de clasificación: Puntos · Diferencia de goles · Goles a favor · Puntos en enfrentamientos directos · Diferencia de goles en enfrentamientos directos  · Goles a favor como visitante en enfrentamientos directos · Play Off · Penaltis

## Evolución de la clasificación
| Equipo           | 01 | 02 | 03 | 04 | 05 | 06 | 07 | 08 | 09 | 10 | 11 | 12 | 13 | 14 | 15 | 16 | 17 | 18 | 19 | 20 | 21 | 22 | 23 | 24 | 25 | 26 | 27 | 28 | 29 | 30 | 31 | 32 | 33 | 34 |
| ---------------- | -- | -- | -- | -- | -- | -- | -- | -- | -- | -- | -- | -- | -- | -- | -- | -- | -- | -- | -- | -- | -- | -- | -- | -- | -- | -- | -- | -- | -- | -- | -- | -- | -- | -- |
| NEC Nijmegen     | 2  | 1  |    |    |    |    |    |    |    |    |    |    |    |    |    |    |    |    |    |    |    |    |    |    |    |    |    |    |    |    |    |    |    |    |
| PSV Eindhoven    | 1  | 2  |    |    |    |    |    |    |    |    |    |    |    |    |    |    |    |    |    |    |    |    |    |    |    |    |    |    |    |    |    |    |    |    |
| Feyenoord        | 6  | 3  |    |    |    |    |    |    |    |    |    |    |    |    |    |    |    |    |    |    |    |    |    |    |    |    |    |    |    |    |    |    |    |    |
| Zwolle           | 7  | 4  |    |    |    |    |    |    |    |    |    |    |    |    |    |    |    |    |    |    |    |    |    |    |    |    |    |    |    |    |    |    |    |    |
| AZ Alkmaar       | 4  | 5  |    |    |    |    |    |    |    |    |    |    |    |    |    |    |    |    |    |    |    |    |    |    |    |    |    |    |    |    |    |    |    |    |
| Ajax             | 5  | 6  |    |    |    |    |    |    |    |    |    |    |    |    |    |    |    |    |    |    |    |    |    |    |    |    |    |    |    |    |    |    |    |    |
| Utrecht          | 3  | 7  |    |    |    |    |    |    |    |    |    |    |    |    |    |    |    |    |    |    |    |    |    |    |    |    |    |    |    |    |    |    |    |    |
| Groningen        | 15 | 8  |    |    |    |    |    |    |    |    |    |    |    |    |    |    |    |    |    |    |    |    |    |    |    |    |    |    |    |    |    |    |    |    |
| NAC Breda        | 13 | 9  |    |    |    |    |    |    |    |    |    |    |    |    |    |    |    |    |    |    |    |    |    |    |    |    |    |    |    |    |    |    |    |    |
| Sparta Rotterdam | 17 | 10 |    |    |    |    |    |    |    |    |    |    |    |    |    |    |    |    |    |    |    |    |    |    |    |    |    |    |    |    |    |    |    |    |
| Go Ahead Eagles  | 8  | 11 |    |    |    |    |    |    |    |    |    |    |    |    |    |    |    |    |    |    |    |    |    |    |    |    |    |    |    |    |    |    |    |    |
| Volendam         | 10 | 12 |    |    |    |    |    |    |    |    |    |    |    |    |    |    |    |    |    |    |    |    |    |    |    |    |    |    |    |    |    |    |    |    |
| Fortuna Sittard  | 9  | 13 |    |    |    |    |    |    |    |    |    |    |    |    |    |    |    |    |    |    |    |    |    |    |    |    |    |    |    |    |    |    |    |    |
| Heerenveen       | 11 | 14 |    |    |    |    |    |    |    |    |    |    |    |    |    |    |    |    |    |    |    |    |    |    |    |    |    |    |    |    |    |    |    |    |
| Twente           | 12 | 15 |    |    |    |    |    |    |    |    |    |    |    |    |    |    |    |    |    |    |    |    |    |    |    |    |    |    |    |    |    |    |    |    |
| Telstar          | 14 | 16 |    |    |    |    |    |    |    |    |    |    |    |    |    |    |    |    |    |    |    |    |    |    |    |    |    |    |    |    |    |    |    |    |
| Excelsior        | 18 | 17 |    |    |    |    |    |    |    |    |    |    |    |    |    |    |    |    |    |    |    |    |    |    |    |    |    |    |    |    |    |    |    |    |
| Heracles Almelo  | 16 | 18 |    |    |    |    |    |    |    |    |    |    |    |    |    |    |    |    |    |    |    |    |    |    |    |    |    |    |    |    |    |    |    |    |

## Resultados

### Primera vuelta
| Jornada 1       | Jornada 1 | Jornada 1        | Jornada 1               | Jornada 1    | Jornada 1 | Jornada 1    |
| Local           | Resultado | Visitante        | Estadio                 | Fecha        | Hora      | Espectadores |
| --------------- | --------- | ---------------- | ----------------------- | ------------ | --------- | ------------ |
| Fortuna Sittard | 2 – 2     | Go Ahead Eagles  | Fortuna Sittard Stadion | 8 de agosto  | 20:00     | 8 872        |
| NEC Nijmegen    | 5 – 0     | Excelsior        | Goffertstadion          | 9 de agosto  | 16:30     | 12 650       |
| Feyenoord       | 2 – 0     | NAC Breda        | De Kuip                 | 9 de agosto  | 18:45     | 47 500       |
| Heerenveen      | 1 – 1     | Volendam         | Abe Lenstra Stadion     | 9 de agosto  | 20:00     | 23 764       |
| PSV Eindhoven   | 6 – 1     | Sparta Rotterdam | Philips Stadion         | 9 de agosto  | 21:00     | 34 300       |
| Zwolle          | 1 – 0     | Twente           | MAC³PARK Stadion        | 10 de agosto | 12:15     | 13 789       |
| Ajax            | 2 – 0     | Telstar          | Johan Cruyff Arena      | 10 de agosto | 14:30     | 54 665       |
| AZ Alkmaar      | 4 – 1     | Groningen        | AFAS Stadion            | 10 de agosto | 14:30     | 17 935       |
| Utrecht         | 4 – 0     | Heracles Almelo  | Stadion Galgenwaard     | 10 de agosto | 16:45     | 21 875       |

| Jornada 2        | Jornada 2 | Jornada 2       | Jornada 2                  | Jornada 2    | Jornada 2 | Jornada 2    |
| Local            | Resultado | Visitante       | Estadio                    | Fecha        | Hora      | Espectadores |
| ---------------- | --------- | --------------- | -------------------------- | ------------ | --------- | ------------ |
| Telstar          | 0 – 2     | Zwolle          | BUKO Stadion               | 15 de agosto | 20:00     | 5 293        |
| Excelsior        | 1 – 2     | Feyenoord       | Van Donge & De Roo Stadion | 16 de agosto | 18:45     | 3 845        |
| Heracles Almelo  | 1 – 4     | NEC Nijmegen    | Asito Stadion              | 16 de agosto | 20:00     | 11 905       |
| Groningen        | 2 – 1     | Heerenveen      | Euroborg                   | 16 de agosto | 21:00     | 22 525       |
| Go Ahead Eagles  | 2 – 2     | Ajax            | De Adelaarshorst           | 17 de agosto | 12:15     | 9 997        |
| Sparta Rotterdam | 2 – 1     | Utrecht         | Spartastadion Het Kasteel  | 17 de agosto | 14:30     | 10 040       |
| Twente           | 0 – 2     | PSV Eindhoven   | De Grolsch Veste           | 17 de agosto | 14:30     | 30 000       |
| Volendam         | 2 – 2     | AZ Alkmaar      | Kras Stadion               | 17 de agosto | 16:45     | 6 376        |
| NAC Breda        | 2 – 1     | Fortuna Sittard | Rat Verlegh Stadion        | 17 de agosto | 20:00     | 20 012       |

| Jornada 3       | Jornada 3 | Jornada 3        | Jornada 3           | Jornada 3        | Jornada 3 | Jornada 3    |
| Local           | Resultado | Visitante        | Estadio             | Fecha            | Hora      | Espectadores |
| --------------- | --------- | ---------------- | ------------------- | ---------------- | --------- | ------------ |
| Go Ahead Eagles | v.s.      | Sparta Rotterdam | De Adelaarshorst    | 23 de agosto     | 16:30     | T.B.D        |
| PSV Eindhoven   | v.s.      | Groningen        | Philips Stadion     | 23 de agosto     | 18:45     | T.B.D        |
| Telstar         | v.s.      | Volendam         | BUKO Stadion        | 23 de agosto     | 21:00     | T.B.D        |
| AZ Alkmaar      | v.s.      | Zwolle           | AFAS Stadion        | 24 de agosto     | 12:15     | T.B.D        |
| Heerenveen      | v.s.      | Twente           | Abe Lenstra Stadion | 24 de agosto     | 12:15     | T.B.D        |
| NEC Nijmegen    | v.s.      | NAC Breda        | Goffertstadion      | 24 de agosto     | 14:30     | T.B.D        |
| Utrecht         | v.s.      | Excelsior        | Stadion Galgenwaard | 24 de agosto     | 14:30     | T.B.D        |
| Ajax            | v.s.      | Heracles Almelo  | Johan Cruyff Arena  | 24 de agosto     | 16:45     | T.B.D        |
| Feyenoord       | v.s.      | Fortuna Sittard  | De Kuip             | 24 de septiembre | 21:00     | T.B.D        |

| Jornada 4        | Jornada 4 | Jornada 4       | Jornada 4                  | Jornada 4    | Jornada 4 | Jornada 4    |
| Local            | Resultado | Visitante       | Estadio                    | Fecha        | Hora      | Espectadores |
| ---------------- | --------- | --------------- | -------------------------- | ------------ | --------- | ------------ |
| Groningen        | v.s.      | Heracles Almelo | Euroborg                   | 29 de agosto | 20:00     | T.B.D        |
| Volendam         | v.s.      | Ajax            | Kras Stadion               | 30 de agosto | 16:30     | T.B.D        |
| Heerenveen       | v.s.      | Go Ahead Eagles | Abe Lenstra Stadion        | 30 de agosto | 18:45     | T.B.D        |
| PSV Eindhoven    | v.s.      | Telstar         | Philips Stadion            | 30 de agosto | 20:00     | T.B.D        |
| Excelsior        | v.s.      | Twente          | Van Donge & De Roo Stadion | 30 de agosto | 21:00     | T.B.D        |
| Fortuna Sittard  | v.s.      | NEC Nijmegen    | Fortuna Sittard Stadion    | 31 de agosto | 12:15     | T.B.D        |
| Sparta Rotterdam | v.s.      | Feyenoord       | Spartastadion Het Kasteel  | 31 de agosto | 14:30     | T.B.D        |
| Zwolle           | v.s.      | Utrecht         | MAC³PARK Stadion           | 31 de agosto | 14:30     | T.B.D        |
| NAC Breda        | v.s.      | AZ Alkmaar      | Rat Verlegh Stadion        | 31 de agosto | 16:45     | T.B.D        |

| Jornada 5       | Jornada 5 | Jornada 5        | Jornada 5                  | Jornada 5        | Jornada 5 | Jornada 5    |
| Local           | Resultado | Visitante        | Estadio                    | Fecha            | Hora      | Espectadores |
| --------------- | --------- | ---------------- | -------------------------- | ---------------- | --------- | ------------ |
| Ajax            | v.s.      | Zwolle           | Johan Cruyff Arena         | 13 de septiembre | 16:30     | T.B.D        |
| Go Ahead Eagles | v.s.      | Volendam         | De Adelaarshorst           | 13 de septiembre | 18:45     | T.B.D        |
| NEC Nijmegen    | v.s.      | PSV Eindhoven    | Goffertstadion             | 13 de septiembre | 18:45     | T.B.D        |
| Feyenoord       | v.s.      | Heerenveen       | De Kuip                    | 13 de septiembre | 21:00     | T.B.D        |
| Twente          | v.s.      | NAC Breda        | De Grolsch Veste           | 13 de septiembre | 21:00     | T.B.D        |
| Excelsior       | v.s.      | Sparta Rotterdam | Van Donge & De Roo Stadion | 14 de septiembre | 12:15     | T.B.D        |
| Heracles Almelo | v.s.      | AZ Alkmaar       | Asito Stadion              | 14 de septiembre | 14:30     | T.B.D        |
| Utrecht         | v.s.      | Groningen        | Stadion Galgenwaard        | 14 de septiembre | 14:30     | T.B.D        |
| Telstar         | v.s.      | Fortuna Sittard  | BUKO Stadion               | 14 de septiembre | 16:45     | T.B.D        |

| Jornada 6        | Jornada 6 | Jornada 6       | Jornada 6                 | Jornada 6        | Jornada 6 | Jornada 6    |
| Local            | Resultado | Visitante       | Estadio                   | Fecha            | Hora      | Espectadores |
| ---------------- | --------- | --------------- | ------------------------- | ---------------- | --------- | ------------ |
| Sparta Rotterdam | v.s.      | Twente          | Spartastadion Het Kasteel | 19 de septiembre | 20:00     | T.B.D        |
| Volendam         | v.s.      | Excelsior       | Kras Stadion              | 20 de septiembre | 16:30     | T.B.D        |
| Groningen        | v.s.      | Telstar         | Euroborg                  | 20 de septiembre | 18:45     | T.B.D        |
| Fortuna Sittard  | v.s.      | Utrecht         | Fortuna Sittard Stadion   | 20 de septiembre | 20:00     | T.B.D        |
| NAC Breda        | v.s.      | Heracles Almelo | Rat Verlegh Stadion       | 20 de septiembre | 21:00     | T.B.D        |
| Zwolle           | v.s.      | Go Ahead Eagles | MAC³PARK Stadion          | 21 de septiembre | 12:15     | T.B.D        |
| Heerenveen       | v.s.      | NEC Nijmegen    | Abe Lenstra Stadion       | 21 de septiembre | 14:30     | T.B.D        |
| PSV Eindhoven    | v.s.      | Ajax            | Philips Stadion           | 21 de septiembre | 14:30     | T.B.D        |
| AZ Alkmaar       | v.s.      | Feyenoord       | AFAS Stadion              | 21 de septiembre | 16:45     | T.B.D        |

| Jornada 7       | Jornada 7 | Jornada 7        | Jornada 7                  | Jornada 7        | Jornada 7 | Jornada 7    |
| Local           | Resultado | Visitante        | Estadio                    | Fecha            | Hora      | Espectadores |
| --------------- | --------- | ---------------- | -------------------------- | ---------------- | --------- | ------------ |
| Twente          | v.s.      | Fortuna Sittard  | De Grolsch Veste           | 26 de septiembre | 20:00     | T.B.D        |
| Groningen       | v.s.      | Feyenoord        | Euroborg                   | 27 de septiembre | 16:30     | T.B.D        |
| Ajax            | v.s.      | NAC Breda        | Johan Cruyff Arena         | 27 de septiembre | 18:45     | T.B.D        |
| Volendam        | v.s.      | Zwolle           | Kras Stadion               | 27 de septiembre | 20:00     | T.B.D        |
| Excelsior       | v.s.      | PSV Eindhoven    | Van Donge & De Roo Stadion | 27 de septiembre | 21:00     | T.B.D        |
| NEC Nijmegen    | v.s.      | AZ Alkmaar       | Goffertstadion             | 28 de septiembre | 12:15     | T.B.D        |
| Heracles Almelo | v.s.      | Sparta Rotterdam | Asito Stadion              | 28 de septiembre | 14:30     | T.B.D        |
| Utrecht         | v.s.      | Heerenveen       | Stadion Galgenwaard        | 28 de septiembre | 14:30     | T.B.D        |
| Telstar         | v.s.      | Go Ahead Eagles  | BUKO Stadion               | 28 de septiembre | 16:45     | T.B.D        |

| Jornada 8        | Jornada 8 | Jornada 8       | Jornada 8                 | Jornada 8    | Jornada 8 | Jornada 8    |
| Local            | Resultado | Visitante       | Estadio                   | Fecha        | Hora      | Espectadores |
| ---------------- | --------- | --------------- | ------------------------- | ------------ | --------- | ------------ |
| NAC Breda        | v.s.      | Groningen       | Rat Verlegh Stadion       | 3 de octubre | 20:00     | T.B.D        |
| Sparta Rotterdam | v.s.      | Ajax            | Spartastadion Het Kasteel | 4 de octubre | 16:30     | T.B.D        |
| Fortuna Sittard  | v.s.      | Volendam        | Fortuna Sittard Stadion   | 4 de octubre | 18:45     | T.B.D        |
| Zwolle           | v.s.      | PSV Eindhoven   | MAC³PARK Stadion          | 4 de octubre | 20:00     | T.B.D        |
| Heerenveen       | v.s.      | Excelsior       | Abe Lenstra Stadion       | 4 de octubre | 21:00     | T.B.D        |
| Twente           | v.s.      | Heracles Almelo | De Grolsch Veste          | 5 de octubre | 12:15     | T.B.D        |
| AZ Alkmaar       | v.s.      | Telstar         | AFAS Stadion              | 5 de octubre | 14:30     | T.B.D        |
| Feyenoord        | v.s.      | Utrecht         | De Kuip                   | 5 de octubre | 14:30     | T.B.D        |
| Go Ahead Eagles  | v.s.      | NEC Nijmegen    | De Adelaarshorst          | 5 de octubre | 16:45     | T.B.D        |

| Jornada 9       | Jornada 9 | Jornada 9        | Jornada 9                  | Jornada 9     | Jornada 9 | Jornada 9    |
| Local           | Resultado | Visitante        | Estadio                    | Fecha         | Hora      | Espectadores |
| --------------- | --------- | ---------------- | -------------------------- | ------------- | --------- | ------------ |
| Heracles Almelo | v.s.      | Feyenoord        | Asito Stadion              | 18 de octubre | 16:30     | T.B.D        |
| PSV Eindhoven   | v.s.      | Go Ahead Eagles  | Philips Stadion            | 18 de octubre | 18:45     | T.B.D        |
| Utrecht         | v.s.      | Volendam         | Stadion Galgenwaard        | 18 de octubre | 18:45     | T.B.D        |
| Ajax            | v.s.      | AZ Alkmaar       | Johan Cruyff Arena         | 18 de octubre | 21:00     | T.B.D        |
| NAC Breda       | v.s.      | Zwolle           | Rat Verlegh Stadion        | 18 de octubre | 21:00     | T.B.D        |
| Telstar         | v.s.      | Heerenveen       | BUKO Stadion               | 19 de octubre | 12:15     | T.B.D        |
| Excelsior       | v.s.      | Fortuna Sittard  | Van Donge & De Roo Stadion | 19 de octubre | 14:30     | T.B.D        |
| Groningen       | v.s.      | Sparta Rotterdam | Euroborg                   | 19 de octubre | 14:30     | T.B.D        |
| NEC Nijmegen    | v.s.      | Twente           | Goffertstadion             | 19 de octubre | 16:45     | T.B.D        |

| Jornada 10       | Jornada 10 | Jornada 10      | Jornada 10                | Jornada 10    | Jornada 10 | Jornada 10   |
| Local            | Resultado  | Visitante       | Estadio                   | Fecha         | Hora       | Espectadores |
| ---------------- | ---------- | --------------- | ------------------------- | ------------- | ---------- | ------------ |
| Heerenveen       | v.s.       | NAC Breda       | Abe Lenstra Stadion       | 24 de octubre | 20:00      | T.B.D        |
| Fortuna Sittard  | v.s.       | Groningen       | Fortuna Sittard Stadion   | 25 de octubre | 16:30      | T.B.D        |
| Volendam         | v.s.       | Heracles Almelo | Kras Stadion              | 25 de octubre | 18:45      | T.B.D        |
| Sparta Rotterdam | v.s.       | Telstar         | Spartastadion Het Kasteel | 25 de octubre | 20:00      | T.B.D        |
| Zwolle           | v.s.       | NEC Nijmegen    | MAC³PARK Stadion          | 25 de octubre | 21:00      | T.B.D        |
| Twente           | v.s.       | Ajax            | De Grolsch Veste          | 26 de octubre | 12:15      | T.B.D        |
| Feyenoord        | v.s.       | PSV Eindhoven   | De Kuip                   | 26 de octubre | 14:30      | T.B.D        |
| Go Ahead Eagles  | v.s.       | Excelsior       | De Adelaarshorst          | 26 de octubre | 14:30      | T.B.D        |
| AZ Alkmaar       | v.s.       | Utrecht         | AFAS Stadion              | 26 de octubre | 16:45      | T.B.D        |

| Jornada 11       | Jornada 11 | Jornada 11      | Jornada 11                | Jornada 11     | Jornada 11 | Jornada 11   |
| Local            | Resultado  | Visitante       | Estadio                   | Fecha          | Hora       | Espectadores |
| ---------------- | ---------- | --------------- | ------------------------- | -------------- | ---------- | ------------ |
| PSV Eindhoven    | v.s.       | Fortuna Sittard | Philips Stadion           | 1 de noviembre | 16:30      | T.B.D        |
| Feyenoord        | v.s.       | Volendam        | De Kuip                   | 1 de noviembre | 18:45      | T.B.D        |
| NAC Breda        | v.s.       | Go Ahead Eagles | Rat Verlegh Stadion       | 1 de noviembre | 18:45      | T.B.D        |
| Ajax             | v.s.       | Heerenveen      | Johan Cruyff Arena        | 1 de noviembre | 21:00      | T.B.D        |
| Telstar          | v.s.       | Excelsior       | BUKO Stadion              | 1 de noviembre | 21:00      | T.B.D        |
| Heracles Almelo  | v.s.       | Zwolle          | Asito Stadion             | 2 de noviembre | 12:15      | T.B.D        |
| Groningen        | v.s.       | Twente          | Euroborg                  | 2 de noviembre | 14:30      | T.B.D        |
| Sparta Rotterdam | v.s.       | AZ Alkmaar      | Spartastadion Het Kasteel | 2 de noviembre | 14:30      | T.B.D        |
| Utrecht          | v.s.       | NEC Nijmegen    | Stadion Galgenwaard       | 2 de noviembre | 16:45      | T.B.D        |

| Jornada 12      | Jornada 12 | Jornada 12       | Jornada 12                 | Jornada 12     | Jornada 12 | Jornada 12   |
| Local           | Resultado  | Visitante        | Estadio                    | Fecha          | Hora       | Espectadores |
| --------------- | ---------- | ---------------- | -------------------------- | -------------- | ---------- | ------------ |
| Twente          | v.s.       | Telstar          | De Grolsch Veste           | 7 de noviembre | 20:00      | T.B.D        |
| Excelsior       | v.s.       | Heracles Almelo  | Van Donge & De Roo Stadion | 8 de noviembre | 16:30      | T.B.D        |
| Volendam        | v.s.       | NAC Breda        | Kras Stadion               | 8 de noviembre | 18:45      | T.B.D        |
| Fortuna Sittard | v.s.       | Heerenveen       | Fortuna Sittard Stadion    | 8 de noviembre | 20:00      | T.B.D        |
| Zwolle          | v.s.       | Sparta Rotterdam | MAC³PARK Stadion           | 8 de noviembre | 21:00      | T.B.D        |
| Utrecht         | v.s.       | Ajax             | Stadion Galgenwaard        | 9 de noviembre | 12:15      | T.B.D        |
| AZ Alkmaar      | v.s.       | PSV Eindhoven    | AFAS Stadion               | 9 de noviembre | 14:30      | T.B.D        |
| NEC Nijmegen    | v.s.       | Groningen        | Goffertstadion             | 9 de noviembre | 14:30      | T.B.D        |
| Go Ahead Eagles | v.s.       | Feyenoord        | De Adelaarshorst           | 9 de noviembre | 16:45      | T.B.D        |

| Jornada 13       | Jornada 13 | Jornada 13      | Jornada 13                | Jornada 13      | Jornada 13  | Jornada 13   |
| Local            | Resultado  | Visitante       | Estadio                   | Fecha           | Hora        | Espectadores |
| ---------------- | ---------- | --------------- | ------------------------- | --------------- | ----------- | ------------ |
| Ajax             | v.s.       | Excelsior       | Johan Cruyff Arena        | 22 de noviembre | Por definir | T.B.D        |
| Feyenoord        | v.s.       | NEC Nijmegen    | De Kuip                   | 22 de noviembre | Por definir | T.B.D        |
| Groningen        | v.s.       | Zwolle          | Euroborg                  | 22 de noviembre | Por definir | T.B.D        |
| Heerenveen       | v.s.       | AZ Alkmaar      | Abe Lenstra Stadion       | 22 de noviembre | Por definir | T.B.D        |
| Heracles Almelo  | v.s.       | Go Ahead Eagles | Asito Stadion             | 22 de noviembre | Por definir | T.B.D        |
| NAC Breda        | v.s.       | PSV Eindhoven   | Rat Verlegh Stadion       | 22 de noviembre | Por definir | T.B.D        |
| Sparta Rotterdam | v.s.       | Fortuna Sittard | Spartastadion Het Kasteel | 22 de noviembre | Por definir | T.B.D        |
| Telstar          | v.s.       | Utrecht         | BUKO Stadion              | 22 de noviembre | Por definir | T.B.D        |
| Volendam         | v.s.       | Twente          | Kras Stadion              | 22 de noviembre | Por definir | T.B.D        |

| Jornada 14      | Jornada 14 | Jornada 14       | Jornada 14                 | Jornada 14      | Jornada 14  | Jornada 14   |
| Local           | Resultado  | Visitante        | Estadio                    | Fecha           | Hora        | Espectadores |
| --------------- | ---------- | ---------------- | -------------------------- | --------------- | ----------- | ------------ |
| Ajax            | v.s.       | Groningen        | Johan Cruyff Arena         | 29 de noviembre | Por definir | T.B.D        |
| Excelsior       | v.s.       | NAC Breda        | Van Donge & De Roo Stadion | 29 de noviembre | Por definir | T.B.D        |
| Fortuna Sittard | v.s.       | Heracles Almelo  | Fortuna Sittard Stadion    | 29 de noviembre | Por definir | T.B.D        |
| Go Ahead Eagles | v.s.       | Utrecht          | De Adelaarshorst           | 29 de noviembre | Por definir | T.B.D        |
| NEC Nijmegen    | v.s.       | Sparta Rotterdam | Goffertstadion             | 29 de noviembre | Por definir | T.B.D        |
| PSV Eindhoven   | v.s.       | Volendam         | Philips Stadion            | 29 de noviembre | Por definir | T.B.D        |
| Telstar         | v.s.       | Feyenoord        | BUKO Stadion               | 29 de noviembre | Por definir | T.B.D        |
| Twente          | v.s.       | AZ Alkmaar       | De Grolsch Veste           | 29 de noviembre | Por definir | T.B.D        |
| Zwolle          | v.s.       | Heerenveen       | MAC³PARK Stadion           | 29 de noviembre | Por definir | T.B.D        |

| Jornada 15       | Jornada 15 | Jornada 15      | Jornada 15                 | Jornada 15     | Jornada 15  | Jornada 15   |
| Local            | Resultado  | Visitante       | Estadio                    | Fecha          | Hora        | Espectadores |
| ---------------- | ---------- | --------------- | -------------------------- | -------------- | ----------- | ------------ |
| AZ Alkmaar       | v.s.       | Go Ahead Eagles | AFAS Stadion               | 6 de diciembre | Por definir | T.B.D        |
| Excelsior        | v.s.       | Groningen       | Van Donge & De Roo Stadion | 6 de diciembre | Por definir | T.B.D        |
| Feyenoord        | v.s.       | Zwolle          | De Kuip                    | 6 de diciembre | Por definir | T.B.D        |
| Fortuna Sittard  | v.s.       | Ajax            | Fortuna Sittard Stadion    | 6 de diciembre | Por definir | T.B.D        |
| Heerenveen       | v.s.       | PSV Eindhoven   | Abe Lenstra Stadion        | 6 de diciembre | Por definir | T.B.D        |
| Heracles Almelo  | v.s.       | Telstar         | Asito Stadion              | 6 de diciembre | Por definir | T.B.D        |
| Sparta Rotterdam | v.s.       | NAC Breda       | Spartastadion Het Kasteel  | 6 de diciembre | Por definir | T.B.D        |
| Utrecht          | v.s.       | Twente          | Stadion Galgenwaard        | 6 de diciembre | Por definir | T.B.D        |
| Volendam         | v.s.       | NEC Nijmegen    | Kras Stadion               | 6 de diciembre | Por definir | T.B.D        |

| Jornada 16       | Jornada 16 | Jornada 16      | Jornada 16                | Jornada 16      | Jornada 16  | Jornada 16   |
| Local            | Resultado  | Visitante       | Estadio                   | Fecha           | Hora        | Espectadores |
| ---------------- | ---------- | --------------- | ------------------------- | --------------- | ----------- | ------------ |
| Ajax             | v.s.       | Feyenoord       | Johan Cruyff Arena        | 13 de diciembre | Por definir | T.B.D        |
| AZ Alkmaar       | v.s.       | Excelsior       | AFAS Stadion              | 13 de diciembre | Por definir | T.B.D        |
| Groningen        | v.s.       | Volendam        | Euroborg                  | 13 de diciembre | Por definir | T.B.D        |
| NAC Breda        | v.s.       | Utrecht         | Rat Verlegh Stadion       | 13 de diciembre | Por definir | T.B.D        |
| PSV Eindhoven    | v.s.       | Heracles Almelo | Philips Stadion           | 13 de diciembre | Por definir | T.B.D        |
| Sparta Rotterdam | v.s.       | Heerenveen      | Spartastadion Het Kasteel | 13 de diciembre | Por definir | T.B.D        |
| Telstar          | v.s.       | NEC Nijmegen    | BUKO Stadion              | 13 de diciembre | Por definir | T.B.D        |
| Twente           | v.s.       | Go Ahead Eagles | De Grolsch Veste          | 13 de diciembre | Por definir | T.B.D        |
| Zwolle           | v.s.       | Fortuna Sittard | MAC³PARK Stadion          | 13 de diciembre | Por definir | T.B.D        |

| Jornada 17      | Jornada 17 | Jornada 17       | Jornada 17                 | Jornada 17      | Jornada 17  | Jornada 17   |
| Local           | Resultado  | Visitante        | Estadio                    | Fecha           | Hora        | Espectadores |
| --------------- | ---------- | ---------------- | -------------------------- | --------------- | ----------- | ------------ |
| Excelsior       | v.s.       | Zwolle           | Van Donge & De Roo Stadion | 20 de diciembre | Por definir | T.B.D        |
| Feyenoord       | v.s.       | Twente           | De Kuip                    | 20 de diciembre | Por definir | T.B.D        |
| Fortuna Sittard | v.s.       | AZ Alkmaar       | Fortuna Sittard Stadion    | 20 de diciembre | Por definir | T.B.D        |
| Go Ahead Eagles | v.s.       | Groningen        | De Adelaarshorst           | 20 de diciembre | Por definir | T.B.D        |
| Heracles Almelo | v.s.       | Heerenveen       | Asito Stadion              | 20 de diciembre | Por definir | T.B.D        |
| NAC Breda       | v.s.       | Telstar          | Rat Verlegh Stadion        | 20 de diciembre | Por definir | T.B.D        |
| NEC Nijmegen    | v.s.       | Ajax             | Goffertstadion             | 20 de diciembre | Por definir | T.B.D        |
| Utrecht         | v.s.       | PSV Eindhoven    | Stadion Galgenwaard        | 20 de diciembre | Por definir | T.B.D        |
| Volendam        | v.s.       | Sparta Rotterdam | Kras Stadion               | 20 de diciembre | Por definir | T.B.D        |

### Segunda vuelta
| Jornada 18 | Jornada 18 | Jornada 18 | Jornada 18 | Jornada 18  | Jornada 18  | Jornada 18   |
| Local      | Resultado  | Visitante  | Estadio    | Fecha       | Hora        | Espectadores |
| ---------- | ---------- | ---------- | ---------- | ----------- | ----------- | ------------ |
|            | v.s.       |            |            | Por definir | Por definir | T.B.D        |
|            | v.s.       |            |            | Por definir | Por definir | T.B.D        |
|            | v.s.       |            |            | Por definir | Por definir | T.B.D        |
|            | v.s.       |            |            | Por definir | Por definir | T.B.D        |
|            | v.s.       |            |            | Por definir | Por definir | T.B.D        |
|            | v.s.       |            |            | Por definir | Por definir | T.B.D        |
|            | v.s.       |            |            | Por definir | Por definir | T.B.D        |
|            | v.s.       |            |            | Por definir | Por definir | T.B.D        |
|            | v.s.       |            |            | Por definir | Por definir | T.B.D        |

| Jornada 19 | Jornada 19 | Jornada 19 | Jornada 19 | Jornada 19  | Jornada 19  | Jornada 19   |
| Local      | Resultado  | Visitante  | Estadio    | Fecha       | Hora        | Espectadores |
| ---------- | ---------- | ---------- | ---------- | ----------- | ----------- | ------------ |
|            | v.s.       |            |            | Por definir | Por definir | T.B.D        |
|            | v.s.       |            |            | Por definir | Por definir | T.B.D        |
|            | v.s.       |            |            | Por definir | Por definir | T.B.D        |
|            | v.s.       |            |            | Por definir | Por definir | T.B.D        |
|            | v.s.       |            |            | Por definir | Por definir | T.B.D        |
|            | v.s.       |            |            | Por definir | Por definir | T.B.D        |
|            | v.s.       |            |            | Por definir | Por definir | T.B.D        |
|            | v.s.       |            |            | Por definir | Por definir | T.B.D        |
|            | v.s.       |            |            | Por definir | Por definir | T.B.D        |

| Jornada 20 | Jornada 20 | Jornada 20 | Jornada 20 | Jornada 20  | Jornada 20  | Jornada 20   |
| Local      | Resultado  | Visitante  | Estadio    | Fecha       | Hora        | Espectadores |
| ---------- | ---------- | ---------- | ---------- | ----------- | ----------- | ------------ |
|            | v.s.       |            |            | Por definir | Por definir | T.B.D        |
|            | v.s.       |            |            | Por definir | Por definir | T.B.D        |
|            | v.s.       |            |            | Por definir | Por definir | T.B.D        |
|            | v.s.       |            |            | Por definir | Por definir | T.B.D        |
|            | v.s.       |            |            | Por definir | Por definir | T.B.D        |
|            | v.s.       |            |            | Por definir | Por definir | T.B.D        |
|            | v.s.       |            |            | Por definir | Por definir | T.B.D        |
|            | v.s.       |            |            | Por definir | Por definir | T.B.D        |
|            | v.s.       |            |            | Por definir | Por definir | T.B.D        |

| Jornada 21 | Jornada 21 | Jornada 21 | Jornada 21 | Jornada 21  | Jornada 21  | Jornada 21   |
| Local      | Resultado  | Visitante  | Estadio    | Fecha       | Hora        | Espectadores |
| ---------- | ---------- | ---------- | ---------- | ----------- | ----------- | ------------ |
|            | v.s.       |            |            | Por definir | Por definir | T.B.D        |
|            | v.s.       |            |            | Por definir | Por definir | T.B.D        |
|            | v.s.       |            |            | Por definir | Por definir | T.B.D        |
|            | v.s.       |            |            | Por definir | Por definir | T.B.D        |
|            | v.s.       |            |            | Por definir | Por definir | T.B.D        |
|            | v.s.       |            |            | Por definir | Por definir | T.B.D        |
|            | v.s.       |            |            | Por definir | Por definir | T.B.D        |
|            | v.s.       |            |            | Por definir | Por definir | T.B.D        |
|            | v.s.       |            |            | Por definir | Por definir | T.B.D        |

| Jornada 22 | Jornada 22 | Jornada 22 | Jornada 22 | Jornada 22  | Jornada 22  | Jornada 22   |
| Local      | Resultado  | Visitante  | Estadio    | Fecha       | Hora        | Espectadores |
| ---------- | ---------- | ---------- | ---------- | ----------- | ----------- | ------------ |
|            | v.s.       |            |            | Por definir | Por definir | T.B.D        |
|            | v.s.       |            |            | Por definir | Por definir | T.B.D        |
|            | v.s.       |            |            | Por definir | Por definir | T.B.D        |
|            | v.s.       |            |            | Por definir | Por definir | T.B.D        |
|            | v.s.       |            |            | Por definir | Por definir | T.B.D        |
|            | v.s.       |            |            | Por definir | Por definir | T.B.D        |
|            | v.s.       |            |            | Por definir | Por definir | T.B.D        |
|            | v.s.       |            |            | Por definir | Por definir | T.B.D        |
|            | v.s.       |            |            | Por definir | Por definir | T.B.D        |

| Jornada 23 | Jornada 23 | Jornada 23 | Jornada 23 | Jornada 23  | Jornada 23  | Jornada 23   |
| Local      | Resultado  | Visitante  | Estadio    | Fecha       | Hora        | Espectadores |
| ---------- | ---------- | ---------- | ---------- | ----------- | ----------- | ------------ |
|            | v.s.       |            |            | Por definir | Por definir | T.B.D        |
|            | v.s.       |            |            | Por definir | Por definir | T.B.D        |
|            | v.s.       |            |            | Por definir | Por definir | T.B.D        |
|            | v.s.       |            |            | Por definir | Por definir | T.B.D        |
|            | v.s.       |            |            | Por definir | Por definir | T.B.D        |
|            | v.s.       |            |            | Por definir | Por definir | T.B.D        |
|            | v.s.       |            |            | Por definir | Por definir | T.B.D        |
|            | v.s.       |            |            | Por definir | Por definir | T.B.D        |
|            | v.s.       |            |            | Por definir | Por definir | T.B.D        |

| Jornada 24 | Jornada 24 | Jornada 24 | Jornada 24 | Jornada 24  | Jornada 24  | Jornada 24   |
| Local      | Resultado  | Visitante  | Estadio    | Fecha       | Hora        | Espectadores |
| ---------- | ---------- | ---------- | ---------- | ----------- | ----------- | ------------ |
|            | v.s.       |            |            | Por definir | Por definir | T.B.D        |
|            | v.s.       |            |            | Por definir | Por definir | T.B.D        |
|            | v.s.       |            |            | Por definir | Por definir | T.B.D        |
|            | v.s.       |            |            | Por definir | Por definir | T.B.D        |
|            | v.s.       |            |            | Por definir | Por definir | T.B.D        |
|            | v.s.       |            |            | Por definir | Por definir | T.B.D        |
|            | v.s.       |            |            | Por definir | Por definir | T.B.D        |
|            | v.s.       |            |            | Por definir | Por definir | T.B.D        |
|            | v.s.       |            |            | Por definir | Por definir | T.B.D        |

| Jornada 25 | Jornada 25 | Jornada 25 | Jornada 25 | Jornada 25  | Jornada 25  | Jornada 25   |
| Local      | Resultado  | Visitante  | Estadio    | Fecha       | Hora        | Espectadores |
| ---------- | ---------- | ---------- | ---------- | ----------- | ----------- | ------------ |
|            | v.s.       |            |            | Por definir | Por definir | T.B.D        |
|            | v.s.       |            |            | Por definir | Por definir | T.B.D        |
|            | v.s.       |            |            | Por definir | Por definir | T.B.D        |
|            | v.s.       |            |            | Por definir | Por definir | T.B.D        |
|            | v.s.       |            |            | Por definir | Por definir | T.B.D        |
|            | v.s.       |            |            | Por definir | Por definir | T.B.D        |
|            | v.s.       |            |            | Por definir | Por definir | T.B.D        |
|            | v.s.       |            |            | Por definir | Por definir | T.B.D        |
|            | v.s.       |            |            | Por definir | Por definir | T.B.D        |

| Jornada 26 | Jornada 26 | Jornada 26 | Jornada 26 | Jornada 26  | Jornada 26  | Jornada 26   |
| Local      | Resultado  | Visitante  | Estadio    | Fecha       | Hora        | Espectadores |
| ---------- | ---------- | ---------- | ---------- | ----------- | ----------- | ------------ |
|            | v.s.       |            |            | Por definir | Por definir | T.B.D        |
|            | v.s.       |            |            | Por definir | Por definir | T.B.D        |
|            | v.s.       |            |            | Por definir | Por definir | T.B.D        |
|            | v.s.       |            |            | Por definir | Por definir | T.B.D        |
|            | v.s.       |            |            | Por definir | Por definir | T.B.D        |
|            | v.s.       |            |            | Por definir | Por definir | T.B.D        |
|            | v.s.       |            |            | Por definir | Por definir | T.B.D        |
|            | v.s.       |            |            | Por definir | Por definir | T.B.D        |
|            | v.s.       |            |            | Por definir | Por definir | T.B.D        |

| Jornada 27 | Jornada 27 | Jornada 27 | Jornada 27 | Jornada 27  | Jornada 27  | Jornada 27   |
| Local      | Resultado  | Visitante  | Estadio    | Fecha       | Hora        | Espectadores |
| ---------- | ---------- | ---------- | ---------- | ----------- | ----------- | ------------ |
|            | v.s.       |            |            | Por definir | Por definir | T.B.D        |
|            | v.s.       |            |            | Por definir | Por definir | T.B.D        |
|            | v.s.       |            |            | Por definir | Por definir | T.B.D        |
|            | v.s.       |            |            | Por definir | Por definir | T.B.D        |
|            | v.s.       |            |            | Por definir | Por definir | T.B.D        |
|            | v.s.       |            |            | Por definir | Por definir | T.B.D        |
|            | v.s.       |            |            | Por definir | Por definir | T.B.D        |
|            | v.s.       |            |            | Por definir | Por definir | T.B.D        |
|            | v.s.       |            |            | Por definir | Por definir | T.B.D        |

| Jornada 28 | Jornada 28 | Jornada 28 | Jornada 28 | Jornada 28  | Jornada 28  | Jornada 28   |
| Local      | Resultado  | Visitante  | Estadio    | Fecha       | Hora        | Espectadores |
| ---------- | ---------- | ---------- | ---------- | ----------- | ----------- | ------------ |
|            | v.s.       |            |            | Por definir | Por definir | T.B.D        |
|            | v.s.       |            |            | Por definir | Por definir | T.B.D        |
|            | v.s.       |            |            | Por definir | Por definir | T.B.D        |
|            | v.s.       |            |            | Por definir | Por definir | T.B.D        |
|            | v.s.       |            |            | Por definir | Por definir | T.B.D        |
|            | v.s.       |            |            | Por definir | Por definir | T.B.D        |
|            | v.s.       |            |            | Por definir | Por definir | T.B.D        |
|            | v.s.       |            |            | Por definir | Por definir | T.B.D        |
|            | v.s.       |            |            | Por definir | Por definir | T.B.D        |

| Jornada 29 | Jornada 29 | Jornada 29 | Jornada 29 | Jornada 29  | Jornada 29  | Jornada 29   |
| Local      | Resultado  | Visitante  | Estadio    | Fecha       | Hora        | Espectadores |
| ---------- | ---------- | ---------- | ---------- | ----------- | ----------- | ------------ |
|            | v.s.       |            |            | Por definir | Por definir | T.B.D        |
|            | v.s.       |            |            | Por definir | Por definir | T.B.D        |
|            | v.s.       |            |            | Por definir | Por definir | T.B.D        |
|            | v.s.       |            |            | Por definir | Por definir | T.B.D        |
|            | v.s.       |            |            | Por definir | Por definir | T.B.D        |
|            | v.s.       |            |            | Por definir | Por definir | T.B.D        |
|            | v.s.       |            |            | Por definir | Por definir | T.B.D        |
|            | v.s.       |            |            | Por definir | Por definir | T.B.D        |
|            | v.s.       |            |            | Por definir | Por definir | T.B.D        |

| Jornada 30 | Jornada 30 | Jornada 30 | Jornada 30 | Jornada 30  | Jornada 30  | Jornada 30   |
| Local      | Resultado  | Visitante  | Estadio    | Fecha       | Hora        | Espectadores |
| ---------- | ---------- | ---------- | ---------- | ----------- | ----------- | ------------ |
|            | v.s.       |            |            | Por definir | Por definir | T.B.D        |
|            | v.s.       |            |            | Por definir | Por definir | T.B.D        |
|            | v.s.       |            |            | Por definir | Por definir | T.B.D        |
|            | v.s.       |            |            | Por definir | Por definir | T.B.D        |
|            | v.s.       |            |            | Por definir | Por definir | T.B.D        |
|            | v.s.       |            |            | Por definir | Por definir | T.B.D        |
|            | v.s.       |            |            | Por definir | Por definir | T.B.D        |
|            | v.s.       |            |            | Por definir | Por definir | T.B.D        |
|            | v.s.       |            |            | Por definir | Por definir | T.B.D        |

| Jornada 31 | Jornada 31 | Jornada 31 | Jornada 31 | Jornada 31  | Jornada 31  | Jornada 31   |
| Local      | Resultado  | Visitante  | Estadio    | Fecha       | Hora        | Espectadores |
| ---------- | ---------- | ---------- | ---------- | ----------- | ----------- | ------------ |
|            | v.s.       |            |            | Por definir | Por definir | T.B.D        |
|            | v.s.       |            |            | Por definir | Por definir | T.B.D        |
|            | v.s.       |            |            | Por definir | Por definir | T.B.D        |
|            | v.s.       |            |            | Por definir | Por definir | T.B.D        |
|            | v.s.       |            |            | Por definir | Por definir | T.B.D        |
|            | v.s.       |            |            | Por definir | Por definir | T.B.D        |
|            | v.s.       |            |            | Por definir | Por definir | T.B.D        |
|            | v.s.       |            |            | Por definir | Por definir | T.B.D        |
|            | v.s.       |            |            | Por definir | Por definir | T.B.D        |

| Jornada 32 | Jornada 32 | Jornada 32 | Jornada 32 | Jornada 32  | Jornada 32  | Jornada 32   |
| Local      | Resultado  | Visitante  | Estadio    | Fecha       | Hora        | Espectadores |
| ---------- | ---------- | ---------- | ---------- | ----------- | ----------- | ------------ |
|            | v.s.       |            |            | Por definir | Por definir | T.B.D        |
|            | v.s.       |            |            | Por definir | Por definir | T.B.D        |
|            | v.s.       |            |            | Por definir | Por definir | T.B.D        |
|            | v.s.       |            |            | Por definir | Por definir | T.B.D        |
|            | v.s.       |            |            | Por definir | Por definir | T.B.D        |
|            | v.s.       |            |            | Por definir | Por definir | T.B.D        |
|            | v.s.       |            |            | Por definir | Por definir | T.B.D        |
|            | v.s.       |            |            | Por definir | Por definir | T.B.D        |
|            | v.s.       |            |            | Por definir | Por definir | T.B.D        |

| Jornada 33 | Jornada 33 | Jornada 33 | Jornada 33 | Jornada 33  | Jornada 33  | Jornada 33   |
| Local      | Resultado  | Visitante  | Estadio    | Fecha       | Hora        | Espectadores |
| ---------- | ---------- | ---------- | ---------- | ----------- | ----------- | ------------ |
|            | v.s.       |            |            | Por definir | Por definir | T.B.D        |
|            | v.s.       |            |            | Por definir | Por definir | T.B.D        |
|            | v.s.       |            |            | Por definir | Por definir | T.B.D        |
|            | v.s.       |            |            | Por definir | Por definir | T.B.D        |
|            | v.s.       |            |            | Por definir | Por definir | T.B.D        |
|            | v.s.       |            |            | Por definir | Por definir | T.B.D        |
|            | v.s.       |            |            | Por definir | Por definir | T.B.D        |
|            | v.s.       |            |            | Por definir | Por definir | T.B.D        |
|            | v.s.       |            |            | Por definir | Por definir | T.B.D        |

| Jornada 34 | Jornada 34 | Jornada 34 | Jornada 34 | Jornada 34  | Jornada 34  | Jornada 34   |
| Local      | Resultado  | Visitante  | Estadio    | Fecha       | Hora        | Espectadores |
| ---------- | ---------- | ---------- | ---------- | ----------- | ----------- | ------------ |
|            | v.s.       |            |            | Por definir | Por definir | T.B.D        |
|            | v.s.       |            |            | Por definir | Por definir | T.B.D        |
|            | v.s.       |            |            | Por definir | Por definir | T.B.D        |
|            | v.s.       |            |            | Por definir | Por definir | T.B.D        |
|            | v.s.       |            |            | Por definir | Por definir | T.B.D        |
|            | v.s.       |            |            | Por definir | Por definir | T.B.D        |
|            | v.s.       |            |            | Por definir | Por definir | T.B.D        |
|            | v.s.       |            |            | Por definir | Por definir | T.B.D        |
|            | v.s.       |            |            | Por definir | Por definir | T.B.D        |

## Estadísticas

### Récords
- Primer gol de la temporada: Anotado por Shawn Adewoye, en el Fortuna Sittard 2 – 2 Go Ahead Eagles (8 de agosto de 2025)
- Mayor número de goles marcados en un partido: 7 goles, PSV Eindhoven 6 – 1 Sparta Rotterdam (9 de agosto de 2025)
- Partido con más espectadores: 54 665, en el Ajax 2 – 0 Telstar (10 de agosto de 2025)
- Partido con menos espectadores: 3 845, en el Excelsior 1 – 2 Feyenoord (16 de agosto de 2025)
- Mayor victoria local: NEC Nijmegen 5 – 0 Excelsior (9 de agosto de 2025); PSV Eindhoven 6 – 1 Sparta Rotterdam (9 de agosto de 2025)
- Mayor victoria visitante: Heracles Almelo 1 – 4 NEC Nijmegen (16 de agosto de 2025)

### Máximos goleadores
Datos actualizados a 17 de agosto de 2025.
| Pos. | Jugador      | Equipo     | Goles | Part. | Prom. |
| ---- | ------------ | ---------- | ----- | ----- | ----- |
| 1    | Troy Parrott | AZ Alkmaar | 3     | 2     | 1.5   |

### Máximos asistentes
Datos actualizados a 17 de agosto de 2025.
| Pos. | Jugador          | Equipo          | Asis. | Part. | Prom. |
| ---- | ---------------- | --------------- | ----- | ----- | ----- |
| 1    | Yoann Cathline   | Utrecht         | 2     | 1     | 2     |
| 2    | Başar Önal       | NEC Nijmegen    | 2     | 2     | 1     |
| 2    | Ivan Perišić     | PSV Eindhoven   | 2     | 2     | 1     |
| 2    | Joey Veerman     | PSV Eindhoven   | 2     | 2     | 1     |
| 2    | Kaj de Rooij     | Zwolle          | 2     | 2     | 1     |
| 2    | Steven Berghuis  | Ajax            | 2     | 2     | 1     |
| 2    | Tjaronn Chery    | NEC Nijmegen    | 2     | 2     | 1     |
| 2    | Victor Edvardsen | Go Ahead Eagles | 2     | 2     | 1     |

### Mejor portero
Datos actualizados a 17 de agosto de 2025.
| Pos. | Jugador             | Equipo        | Goles recibidos | Part. | Coef. |
| ---- | ------------------- | ------------- | --------------- | ----- | ----- |
| 1    | Tom de Graaff       | Zwolle        | 0               | 2     | 0     |
| 2    | Vasilios Barkas     | Utrecht       | 0               | 1     | 0     |
| 3    | Gonzalo Crettaz     | NEC Nijmegen  | 1               | 2     | 0.5   |
| 3    | Matěj Kovář         | PSV Eindhoven | 1               | 2     | 0.5   |
| 3    | Timon Wellenreuther | Feyenoord     | 1               | 2     | 0.5   |
| 6    | Vítězslav Jaroš     | Ajax          | 2               | 2     | 1     |
| 7    | Jeroen Zoet         | AZ Alkmaar    | 1               | 1     | 1     |

### Autogoles
| Fecha      | Jugador       | Minuto      | Local           | Resultado | Visitante       | Jornada   |
| ---------- | ------------- | ----------- | --------------- | --------- | --------------- | --------- |
| 08/08/2025 | Shawn Adewoye | 29' , 0 – 1 | Fortuna Sittard | 2 – 2     | Go Ahead Eagles | Jornada 1 |
| 10/08/2025 | Stije Resink  | 32' , 3 – 0 | AZ Alkmaar      | 4 – 1     | Groningen       | Jornada 1 |
| 17/08/2025 | Max Bruns     | 7' , 0 – 1  | Twente          | 0 – 2     | PSV Eindhoven   | Jornada 2 |

## Fichajes

### Fichajes más caros del mercado de verano
| Jugador           | Club de destino | Club de origen     | Precio (€) | Ref.   |
| ----------------- | --------------- | ------------------ | ---------- | ------ |
| Ruben van Bommel  | PSV Eindhoven   | AZ Alkmaar         | 15.800.000 | [ 30 ] |
| Oscar Gloukh      | Ajax            | Red Bull Salzburgo | 14.750.000 | [ 31 ] |
| Raúl Moro         | Ajax            | Real Valladolid    | 11.000.000 | [ 32 ] |
| Sem Steijn        | Feyenoord       | Twente             | 10.000.000 | [ 33 ] |
| Gonçalo Borges    | Feyenoord       | Porto              | 10.000.000 | [ 34 ] |
| Yarek Gasiorowski | PSV Eindhoven   | Valencia           | 9.800.000  | [ 35 ] |
| Tsuyoshi Watanabe | Feyenoord       | Gent               | 8.000.000  | [ 36 ] |
| Luciano Valente   | Feyenoord       | Groningen          | 6.750.000  | [ 37 ] |
| Casper Tengstedt  | Feyenoord       | Benfica            | 6.000.000  | [ 38 ] |
| Kiliann Sildillia | PSV Eindhoven   | Friburgo           | 5.800.000  | [ 39 ] |

| Datos actualizados a 1 de agosto de 2025. Fuentes: |